# ジーマ (企業)
ジーマ株式会社（英称:GIMA CO,LTD.）は、沖縄県浦添市西洲に本社を置く物流・卸売会社。英語表記は「GIMA」。主に食料品を取り扱う。

## 社名の由来
- 創業者の名字「儀間（ぎま）」のローマ字表記「Gima」を英語読みしたもの。ちなみに、沖縄方言でも「儀間」を「ジーマ」と発音する。

## 沿革
- 1952年 - 合資会社儀間本店として創立
- 1959年 - 株式会社へと組織改編
- 1968年 - 日用雑貨の部門が「株式会社儀間商事」として分離独立、儀間本店は食料品卸を主とする。
- 1994年 - 「株式会社儀間本店」から「ジーマ株式会社」に商号変更。同日「株式会社儀間商事」も「株式会社ジーマックス」に商号変更。

## 関連会社
- アサヒ化粧品販売株式会社
- 株式会社沖縄マリーナ
- 沖花株式会社
- 海洋食品株式会社
- 株式会社ジーマアクセス
- ジーマ・サルベイション株式会社
- ジーマ・高瀬物産株式会社
- 株式会社ジーマック
- 株式会社ジーマックス
- 株式会社ティ・アイ・シー